# Jacques Denis Choisy
Jacques Denis Choisy, född den 5 april 1799 i Jussy, död den 26 november 1859 i Genève, var en schweizisk präst och botaniker.
Han studerade teologi, juridik, humaniora och naturvetenskap vid Université de Genève och kom under studietiden att påverkas av Augustin Pyrame de Candolle, vilket resulterade i en livslång passion för botanik. 
Auktorsnamnet Choisy kan användas för Jacques Denis Choisy i samband med ett vetenskapligt namn inom botaniken; se Wikipediaartiklar som länkar till auktorsnamnet.